# غازماهی
 غازماهی(نام علمی: Lophiidae) نام یک تیره از راسته قلابچه‌ماهی است.
این جانداران ساکن آب های عمیق و تاریک اقیانوس ها می باشند که ظاهری و ساختاری عجیب دارند،
ماهیان ماهی گیر یکی از گونه های اصلی غاز ماهیان می باشد.
منابع و ماخذ: سجاد یونسی - تهران - ایران - انجمن جانوران دریا...